# Dawsonville
Dawsonville és una població dels Estats Units a l'estat de Geòrgia. Segons el cens del 2000 tenia 619 habitants.

## Demografia
Segons el cens del 2000, Dawsonville tenia 619 habitants, 234 habitatges, i 153 famílies. La densitat de població era de 123,8 habitants per km².
Dels 234 habitatges en un 31,2% hi vivien nens de menys de 18 anys, en un 44% hi vivien parelles casades, en un 15,8% dones solteres, i en un 34,6% no eren unitats familiars. En el 29,9% dels habitatges hi vivien persones soles el 9,4% de les quals corresponia a persones de 65 anys o més que vivien soles. El nombre mitjà de persones vivint en cada habitatge era de 2,31 i el nombre mitjà de persones que vivien en cada família era de 2,88.
Per edats la població es repartia de la següent manera: un 22,8% tenia menys de 18 anys, un 12,4% entre 18 i 24, un 31,5% entre 25 i 44, un 22% de 45 a 60 i un 11,3% 65 anys o més.
L'edat mediana era de 34 anys. Per cada 100 dones de 18 o més anys hi havia 117,3 homes.
La renda mediana per habitatge era de 34.327 $ i la renda mediana per família de 39.000 $. Els homes tenien una renda mediana de 27.500 $ mentre que les dones 25.125 $. La renda per capita de la població era de 20.207 $. Entorn del 12,3% de les famílies i l'11,9% de la població estaven per davall del llindar de pobresa.

## Poblacions més properes
El següent diagrama mostra les poblacions més properes.